# Henry Clay Frick
Henry Clay Frick (19 de diciembre de 1849 - 2 de diciembre de 1919) fue un industrial, financiero y mecenas estadounidense. Perteneció a un grupo de agresivos empresarios, conocidos en su momento como los barones ladrones, que amasaron gigantescas fortunas en distintos negocios imponiendo tácticas monopolísticas y enfrentándose abiertamente a los sindicatos. Fundó la empresa de H. C. Frick & Company (dedicada al procesado de carbón para obtener coque), fue presidente de la Carnegie Steel Company, y desempeñó un papel importante en la formación del gigante de la fabricación de acero, la U.S. Steel. También financió la construcción del ferrocarril Pennsylvania Railroad y de la Reading Company, y tenía una gran cantidad de activos inmobiliarios en Pittsburgh y en todo el estado de Pensilvania.
Construyó en Manhattan la mansión Frick (actualmente un edificio emblemático de estilo neoclásico), y tras su muerte, donó su extensa colección de pinturas y muebles para crear la famosa Colección Frick y el museo de arte.
Sin embargo, fue en gran parte responsable de las alteraciones del embalse de South Fork que causaron su derrumbe, lo que provocó la catastrófica inundación de Johnstown. Su vehemente oposición a los sindicatos también generó conflictos violentos, en especial durante la huelga de Homestead.

## Primeros años
Frick nació en West Overton, condado de Westmoreland, Pensilvania, en los Estados Unidos, nieto de Abraham Overholt, el dueño de la próspera destilería Overholt Whiskey (véase Old Overholt). El padre de Frick, John W. Frick, no tuvo éxito en sus negocios.
Henry Clay Frick asistió al Otterbein College durante un año, pero no se graduó. En 1871, a los 21 años, se unió a dos de sus primos y a un amigo en una pequeña asociación, utilizando un horno de colmena con el fin de convertir carbón en coque, para su uso en la fabricación de acero. La empresa se llamaba Frick Coke Company. En aquella época fue cuando se propuso llegar a ser millonario a los treinta años.
Gracias a los préstamos del antiguo amigo de su familia, Andrew William Mellon, Frick compró en 1880 toda la sociedad. La compañía pasó a llamarse H. C. Frick & Company. Contaba con 1000 trabajadores y controlaba el 80 por ciento de la producción de carbón en Pennsylvania, y explotaba minas de carbón en los condados de Westmoreland y Fayette, donde también operaba numerosos hornos de coque. Algunas de las estructuras de ladrillo y piedra de estos hornos todavía se conservan.

## H. C. Frick y Andrew Carnegie
Poco después de casarse en 1881 con Adelaide Howard Childs, durante su luna de miel tuvo la ocasión de conocer a Andrew Carnegie en Nueva York. Este encuentro llevaría a una asociación entre la H. C. Frick & Company y la Carnegie Steel Company y en última instancia, a la fundación de la U.S. Steel. Esta asociación aseguró que las acerías de Carnegie tuvieran un suministro casi inagotable de coque. 
Frick fue elegido presidente de la compañía, pero Carnegie hizo varios intentos para expulsarlo de la empresa que habían creado, haciendo parecer que la compañía estaba arruinada y que era hora de que Frick se retirara. A pesar de las contribuciones que Frick había hecho a la fortuna de Andrew Carnegie, este último lo ignoró en muchas decisiones ejecutivas, incluidas las financieras.

## La inundación de Johnstown
A sugerencia de su amigo Benjamin Ruff, Frick ayudó a fundar el exclusivo Club de Pesca y Caza de South Fork, próximo a la ciudad de Johnstown, Pensilvania. Los miembros fundadores del club fueron Benjamin Ruff; TH Sweat, Charles J. Clarke, Thomas Clark, Walter F. Fundenberg, Howard Hartley, Henry C. Yeager, JB White, Henry Clay Frick, EA Meyers, CC Hussey, DR Ewer, CA Carpenter, WL Dunn, WL McClintock, y AV Holmes.
Los sesenta y tantos miembros del club eran los principales magnates de negocios del oeste de Pensilvania, e incluyeron entre ellos al mejor amigo de Frick, Andrew William Mellon, sus abogados Philander Chase Knox y James Hay Reed, así como al socio de negocios ocasional de Frick, Andrew Carnegie. Los miembros del club hicieron modificaciones que pusieron en peligro la estabilidad de lo que en ese momento era la represa de tierras más grande del mundo, detrás de la que se formaba un embalse privado llamado lago Conemaugh. A menos de 32 km río abajo de la presa se encontraba la ciudad de Johnstown. La empresa Cambria Iron Company disponía en Johnstown de un gran taller donde se fabricaban piezas de hierro y acero para la construcción, y su propietario, Daniel J. Morrell, estaba preocupado por la seguridad de la represa y por la validez de las reparaciones que se le estaban haciendo. Incluso había enviado a su propio ingeniero para inspeccionar las obras, pero a la larga se hizo poco por satisfacer sus recomendaciones y el asunto se abandonó en gran medida después de la muerte de Morrell, a mediados de la década de 1880.
Un mantenimiento deficiente, el derretimiento inusualmente alto de la nieve y las fuertes lluvias de primavera se combinaron para hacer que la presa cediese el 31 de mayo de 1889, causando la inundación de Johnstown. Otras fuentes citan como causa una pantalla colocada en el aliviadero del embalse para evitar que los peces se escapasen, sobre la que se acumularon restos arrastrados por el agua durante una tormenta. Cuando se supo la noticia del fallo de la presa en Pittsburgh, Frick y otros miembros del club se reunieron para formar el Comité de Ayuda de Pittsburgh para las víctimas de la inundación, acordando además que nunca hablarían públicamente sobre el club o la inundación. Esta estrategia fue un éxito, y Knox y Reed pudieron defenderse de todos los juicios que habrían culpado a los miembros del club. Con un caudal máximo que igualaba temporalmente al del río Misisipi, la inundación mató a 2209 personas y causó daños por 17 millones de dólares (aproximadamente 450 millones en 2015). A pesar de que las instalaciones de Cambria Iron estaban muy dañadas, volvieron a la producción total en un año y medio. [cita requerida]

## Whiskey Old Overholt
En 1881, Frick, que ya era rico, tomó el control de la compañía de whiskey de su abuelo, Old Overholt. Dividió la propiedad con Andrew William Mellon y con Charles W. Mauck; cada uno poseía un tercio de la empresa. La compañía de whiskey de la familia era un negocio secundario de valor sentimental para Frick, y tenía su sede en el Edificio Frick de Pittsburgh. En 1907, a medida que la Ley seca se hacía más popular en todo el país, Frick y Mellon eliminaron sus nombres de la licencia de destilación, aunque conservaron la propiedad de la compañía. Tras la muerte de Frick en 1919, este dejó su parte de la compañía a Mellon.

## Huelga de Homestead

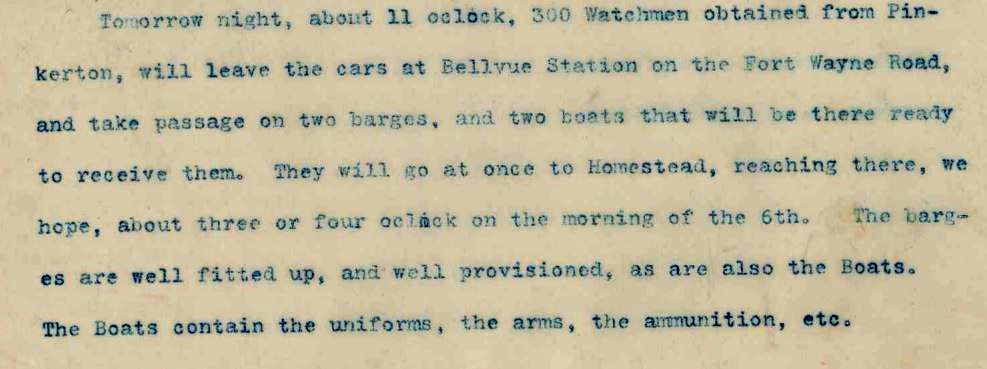
Carta de Frick a Carnegie en la que se describen los planes y las municiones que estarían en las barcazas para cuando los agentes de Pinkerton llegaran a encontrarse con los huelguistas en Homestead

La asociación entre Frick y Carnegie resultó afectada por las acciones tomadas en respuesta a la huelga de Homestead, un paro en la Factoría de la Carnegie Steel Company de la localidad, convocada por la Asociación de Trabajadores del Metal. En Homestead, los trabajadores en huelga, algunos de los cuales estaban armados, habían cerrado la compañía. El personal salió de la fábrica, y la rodeó con piquetes. Frick era conocido por su política antisindical y, como todavía se estaban llevando a cabo las negociaciones, ordenó la construcción de una sólida valla de tableros de madera rematada con alambre de púas alrededor de la propiedad de la acería. Los trabajadores apodaron a la instalación recién vallada "Fort Frick". Con la acería rodeada por los trabajadores en huelga, los agentes de Pinkerton planearon acceder a los terrenos de la factoría desde el río. Trescientos agentes de Pinkerton se reunieron en la presa de la isla Davis en el río Ohio (unos 8 km aguas abajo de Pittsburgh) a las 10:30 p. m. de la noche del 5 de julio de 1892. Se les entregaron rifles Winchester, se colocaron en dos barcazas especialmente equipadas y se remolcaron río arriba con el objeto de sacar de las instalaciones a los trabajadores por la fuerza. Tras desembarcar, se produjo un gran enfrentamiento entre los trabajadores y los agentes de Pinkerton. Diez hombres murieron, nueve de ellos trabajadores, y hubo setenta heridos. Los agentes de Pinkerton fueron rechazados, y los disturbios fueron finalmente sofocados solo por la intervención de 8000 miembros de las milicias armadas del estado, al mando del comandante general George R. Snowden. Durante el enfrentamiento, Frick dio un ultimátum a los trabajadores de Homestead, reafirmando su negativa a hablar con los representantes sindicales, y amenazó con expulsar a los trabajadores en huelga de sus hogares.
Entre los estadounidenses de clase trabajadora, las acciones de Frick contra los huelguistas fueron condenadas por excesivas, y pronto se convirtió en el blanco de aún más organizadores sindicales. Debido a esta huelga, el escritor Alan Petrucelli (nacido en 1952) opinaba que Frick estaba representado como el rico de la parábola del rico epulón y el pobre Lázaro en los murales realizados por Maxo Vanka en la iglesia croata de San Nicolás, pero la Sociedad para Preservar los Murales afirma que a quien se representa en realidad es a Andrew William Mellon.

## Intento de asesinato

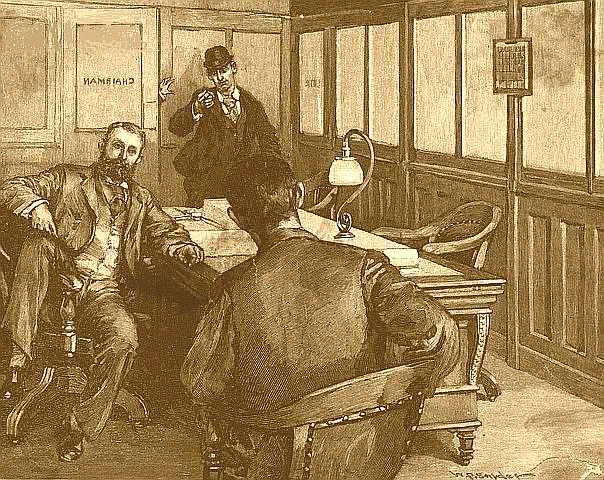
El intento de Berkman de asesinar a Frick, ilustrado por W.P. Snyder en 1892, publicado originalmente en Harper's Weekly.

En 1892, durante la huelga de Homestead, el anarquista Alexander Berkman intentó asesinar a Frick. El 23 de julio, Berkman, armado con un revólver y una herramienta de acero afilada, entró a la oficina de Frick en el centro de Pittsburgh.
Frick, al darse cuenta de lo que estaba sucediendo, intentó levantarse de su silla mientras Berkman sacaba un revólver y disparaba casi a quemarropa. La bala alcanzó a Frick en el lóbulo de la oreja izquierda, penetró en su cuello cerca de la base del cráneo y se alojó en su espalda. El impacto derribó a Frick, y Berkman volvió a disparar, alcanzando a Frick por segunda vez en el cuello y causándole una gran hemorragia. El vicepresidente de Carnegie Steel (posteriormente presidente) John George Alexander Leishman, que estaba con Frick, pudo sujetar el brazo de Berkman e impidió un tercer disparo, probablemente salvando la vida de Frick.[cita requerida]
Frick resultó gravemente herido, pero se levantó y (con la ayuda de Leishman) se abalanzó sobre su agresor. Los tres hombres cayeron al suelo, donde Berkman logró apuñalar a Frick cuatro veces en la pierna con la lima de acero puntiaguda, antes de ser finalmente sometido por otros empleados y por un carpintero, que habían acudido alarmados a la oficina. El carpintero también golpeó a Berkman con un martillo durante la pelea.[cita requerida]
Frick estaba de vuelta al trabajo en una semana; Berkman fue acusado y declarado culpable de intento de asesinato. Las acciones de Berkman en la planificación del asesinato indicaron claramente un intento premeditado de matar, y fue sentenciado a 22 años de prisión. La publicidad negativa del intento de asesinato provocó el colapso de la huelga. Aproximadamente 2500 hombres perdieron sus empleos, y la mayoría de los que conservaron sus trabajos vieron su salario reducido a la mitad.

## Vida privada

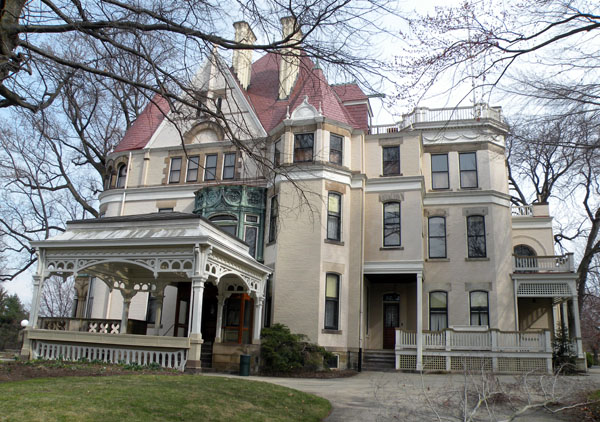
Clayton

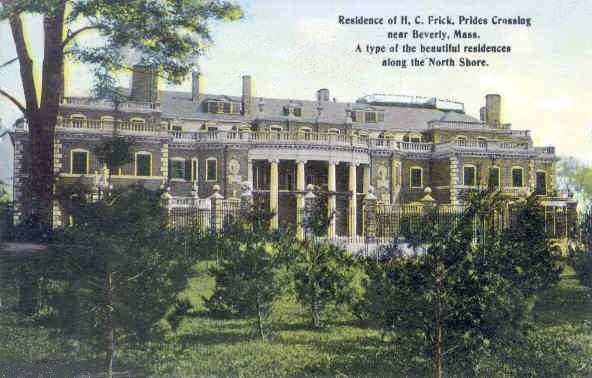
Eagle Rock en 1913

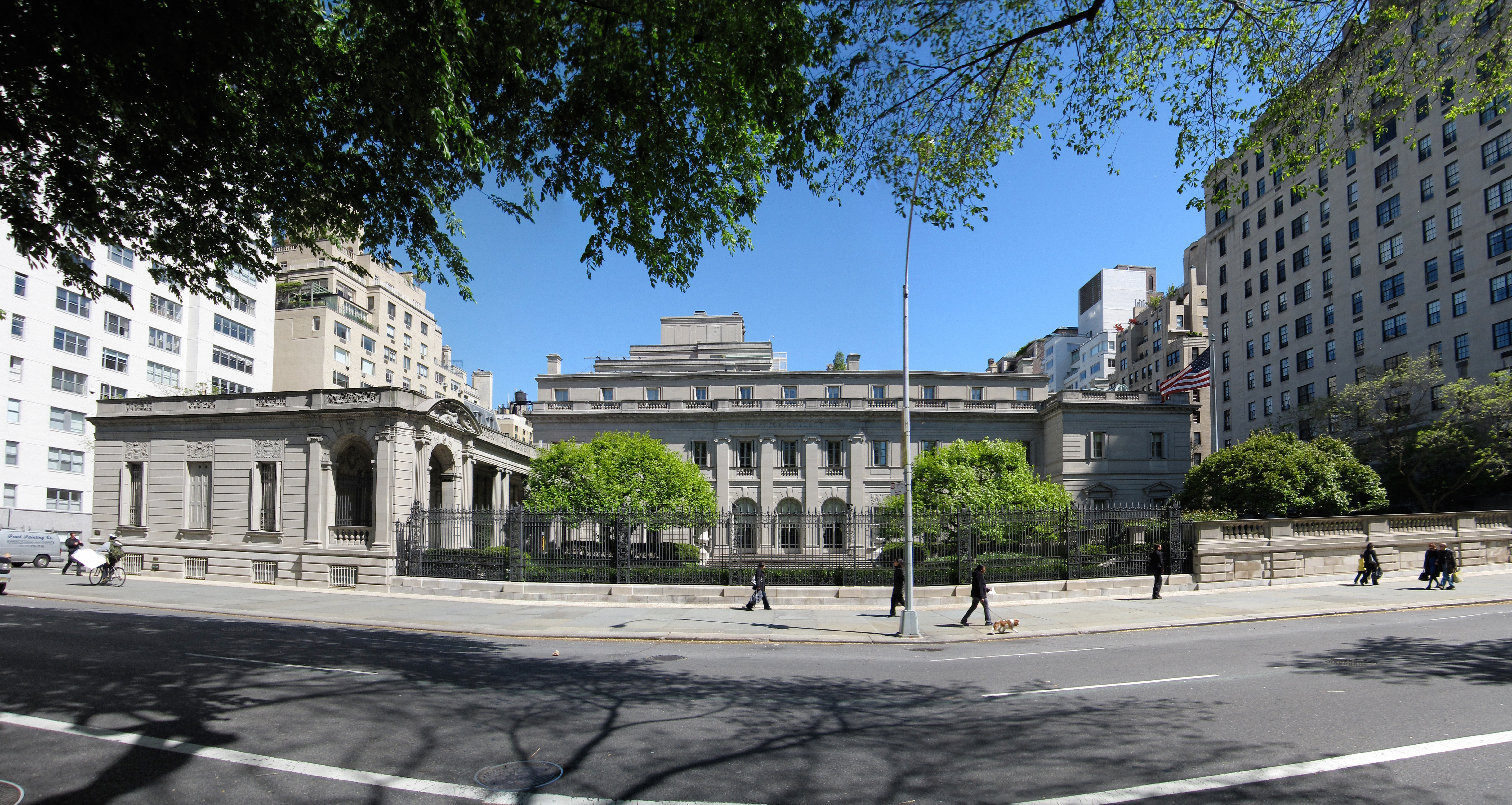
La Colección Frick

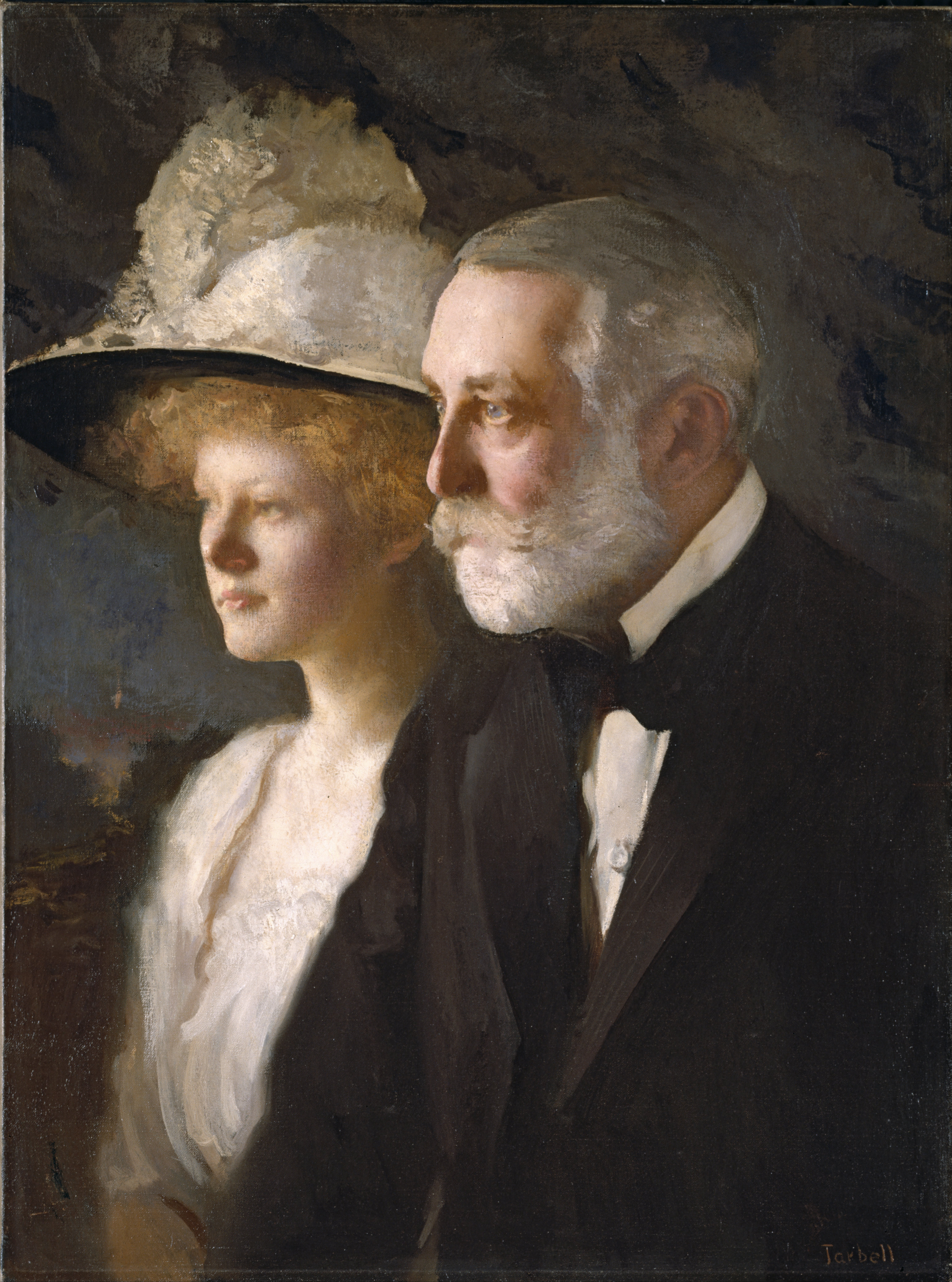
Henry Clay Frick y Helen Frick, obra de Edmund C. Tarbell (1910)

Frick se casó con Adelaide Howard Childs de Pittsburgh el 15 de diciembre de 1881. Tuvieron cuatro hijos: Childs Frick (nacido el 12 de marzo de 1883), Martha Howard Frick (nacida el 9 de agosto de 1885), Helen Clay Frick (nacida el 3 de septiembre de 1888) y Henry Clay Frick, Jr. (nacido el 8 de julio de 1892). En 1882, después de la formación de la asociación con Andrew Carnegie, Frick y su esposa compraron una casa que nombraron Clayton, una propiedad en el East End de Pittsburgh. Se mudaron a la casa a principios de 1883. Los hijos de Frick nacieron en Pittsburgh y se criaron en Clayton. Dos de ellos, Henry, Jr. y Martha, murieron en la infancia.
 
En 1904, construyó Eagle Rock, una finca de verano en Prides Crossing en Beverly (Massachusetts), en el entonces de moda North Shore de Boston. La mansión de 104 habitaciones diseñada por Little & Browne fue demolida en 1969.
Frick era un ferviente aficionado a las obras de arte, y su riqueza le permitió acumular una gran colección. Para 1905, los intereses comerciales, sociales y artísticos de Henry Clay Frick habían cambiado de Pittsburgh a Nueva York, a donde se llevó su colección de arte. En esta ciudad formó parte de muchos consejos corporativos, lo que le brindó una gran oportunidad de continuar con sus intereses comerciales de por vida.
Por ejemplo, como miembro de la junta de la Equitable Life Insurance Company, Frick intentó que James Hazen Hyde (el único hijo y heredero del fundador) fuera nombrado embajador de los Estados Unidos en Francia, buscando alejarlo de la dirección de la compañía aseguradora. Frick se había comprometido en una estratagema similar al organizar la expulsión del hombre que había salvado su vida, John George Alexander Leishman, de la presidencia de la Carnegie Steel Company una década antes. En ese caso, Leishman había elegido aceptar el puesto como embajador en Suiza. Hyde, sin embargo, rechazó el plan de Frick, aunque se mudó a Francia, donde sirvió como conductor de ambulancias durante la Primera Guerra Mundial y vivió hasta el estallido de la Segunda Guerra Mundial. Casualmente, mientras estaba en Francia, Hyde se casó con la hija mayor de Leishman, Marthe.
La Colección Frick alberga una de las mejores muestras de pintura europea de los Estados Unidos en la que se exhiben gran cantidad de obras de arte que datan desde el pre-Renacimiento hasta el post-impresionista, pero no en un orden lógico o cronológico. Incluye varias pinturas muy grandes de J. M. W. Turner y John Constable. Además de pinturas, también contiene una exposición de alfombras, porcelana, esculturas y muebles de época. Frick continuó viviendo en su mansión de Nueva York y en Clayton hasta su muerte.
También compró el Westmoreland, un coche de ferrocarril privado de la Pullman Company en 1910. Costó casi 40.000 dólares y contaba con cocina, despensa, comedor, cuartos de servicio, dos camarotes y un baño. Frick lo usó frecuentemente para desplazarse entre sus residencias en Nueva York, Pittsburgh y Prides Crossing, Massachusetts, así como para viajar a lugares como Palm Beach (Florida) y Aiken. El coche de ferrocarril permaneció en la familia Frick hasta que Helen Clay Frick se deshizo de él en 1965. Las fotografías de los familiares y amigos que viajaban en el Westmoreland forman parte del archivo de Frick, al igual que los planos de construcción originales y las muestras de tela de la tapicería.
Frick y su esposa Adelaide habían reservado en 1912 sus billetes para volver a Nueva York en el viaje inaugural del RMS Titanic, junto con el financiero J. P. Morgan. La pareja canceló su viaje después de que Adelaide se torciera el tobillo en Italia, evitando así embarcar en la trágica travesía del lujoso transatlántico.

## Muerte
Henry Clay Frick murió de un ataque al corazón el 2 de diciembre de 1919, semanas antes de su 70 cumpleaños. Fue enterrado en el cementerio Homewood de Pittsburgh.

## Legado

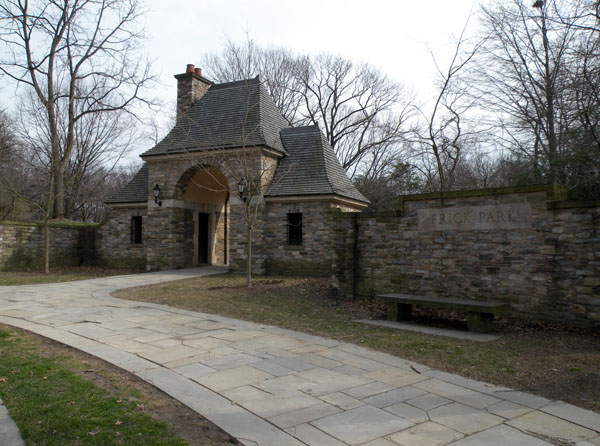
Puerta del parque Frick en Point Breeze, cerca de Pittsburgh

Frick dejó un testamento en el que legó 150 acres (0,6 km²) de terrenos no desarrollados a la Ciudad de Pittsburgh para su uso como parque público, junto con un fondo fiduciario de 2 millones de dólares para contribuir al mantenimiento del parque. El parque Frick se inauguró en 1927. Entre 1919 y 1942, el dinero del fondo fiduciario se utilizó para ampliar el parque, aumentando su tamaño hasta casi 600 acres (2,4 km²). Tras la muerte de Adelaide Howard Childs Frick en 1931, la Colección Frick se abrió al público como museo en 1935.
Muchos años después de la muerte de su padre, Helen Clay Frick regresó a Clayton en 1981 y vivió allí hasta su muerte en 1984. Después de una restauración extensa, esta propiedad también se abrió al público en 1990 como el Centro de Arte e Historia Frick.
Frick fue elegido miembro honorario del Capítulo Alfa de la fraternidad musical Phi Mu Alpha Sinfonia en el Conservatorio de Música de Nueva Inglaterra el 19 de octubre de 1917.[cita requerida]

## Registros de negocios de Henry Clay Frick (Archivos)
El archivo de registros comerciales de Henry Clay Frick contiene los documentos relativos a las transacciones comerciales y financieras de 1849-1919. Estos documentos originales registran la evolución del período de crecimiento industrial estadounidense del acero y el carbón. La documentación incluye las primeras actividades comerciales, la primera empresa de carbón, H.C. Frick & Company, para la formación de U.S. Steel el 2 de marzo de 1901. La correspondencia enviada y recibida de empresarios prominentes como Andrew Carnegie, Charles Schwab, Andrew William Mellon, Henry Oliver, Henry Huttleston Rogers, Henry Phipps y J. P. Morgan son parte de la colección. Gran parte del archivo está disponible en forma digitalizada y abiertamente accesible. La mayor parte de la documentación es de 1881 a 1914, y es relevante para la historia de la región de Pittsburgh.
El archivo de Henry Overholt (1739-1813), bisabuelo de Frick, también se encuentra en el Centro de Servicios de Archivos, del Sistema de Bibliotecas de la Universidad de Pittsburgh, Universidad de Pittsburgh.

## Lecturas relacionadas
- Apfelt, Brian. The Corporation: 100 Years of the United States Steel Corp.
- Harvey, George (1928). Henry Clay Frick: The Man. Archivado desde el original el 5 de julio de 2019. Consultado el 29 de mayo de 2019., an authorized biography by a close friend
- Hessen, Robert. Steel Titan: The Life of Charles M. Schwab. (1975)
- Sanger, Martha Frick Symington. Henry Clay Frick: An Intimate Portrait. New York: Abbeville Press, 1998.
- Sanger, Martha Frick Symington. The Henry Clay Frick Houses: Architecture, Interiors, Landscapes in the Golden Era. New York: Monacelli Press, 2001.
- Smith, Roberta. "Change Arrives on Tiptoes at the Frick Mansion". The New York Times, August 28, 2008.
- Standiford, Les. Meet You in Hell: Andrew Carnegie, Henry Clay Frick, and the Bitter Partnership That Transformed America. New York: Crown Publishers, 2005.
- Warren, Kenneth. Triumphant Capitalism: Henry Clay Frick and the Industrial Transformation of America. Pittsburgh: University of Pittsburgh Press, 1996; the standard scholarly biography.
- Warren, Kenneth. "The Business Career of Henry Clay Frick". Pittsburgh History vol. 73, no. 1 (Spring 1990): 3-15.